# Òpera de Pequín

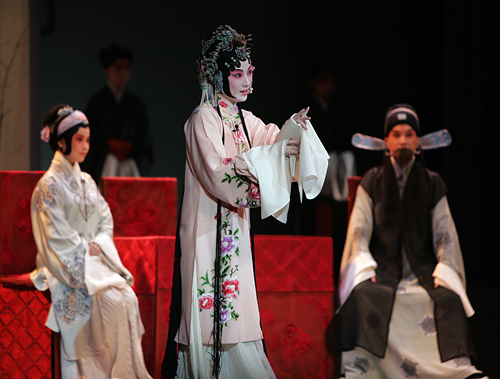
Posada en escena de lÒpera de Pequín

L'òpera de Pequín (xinès simplificat: 京剧, xinès tradicional: 京劇, pinyin: Jīngjù) és la forma més dominant d'òpera xinesa, que combina música, interpretació vocal, mímica, dansa i acrobàcies. Va sorgir a Pequín a mitjans de la dinastia Qing (1644–1912) i es va desenvolupar fins que va ser reconeguda a mitjan segle xix. La forma va ser molt popular a la cort Qing i ha arribat a ser considerada com un dels tresors culturals de la Xina. Les principals companyies d'actuació tenen la seu a Pequín, Tianjin i Xangai. La forma d'art també es conserva a Taiwan, on també es coneix com Guójù (Chinese 'Òpera nacional'). També s'ha estès a altres regions com els Estats Units i el Japó. El 16 de novembre de 2010, la UNESCO declarà l'òpera de Pequín com a Patrimoni Cultural Immaterial de la Humanitat.
L'òpera de Pequín compta amb quatre tipus de paper principals, sheng (cavallers), dan (dones), jing (homes rudes) i chou (pallassos). Els grups teatrals sovint tenen diversos actors de cada varietat, així com nombrosos intèrprets secundaris i terciaris. Amb els seus vestits elaborats i colorits, els intèrprets són els únics punts focals de l'escenari característic de l'òpera de Pequín. Utilitzen les habilitats de la parla, el cant, la dansa i el combat en moviments simbòlics i suggerents, que defugen el realisme. Per sobre de tot, l'habilitat dels intèrprets s'avalua segons la bellesa dels seus moviments. Els intèrprets també s'adhereixen a una varietat de convencions estilístiques que ajuden el públic a navegar per la trama de la producció. Les capes de significat dins de cada moviment s'han d'expressar en el temps a través de la música. La música de l'òpera de Pequín es pot dividir en els estils xīpí (西皮) i èrhuáng (二黄). Les melodies inclouen àries, melodies fixes i patrons de percussió. El repertori de l'òpera de Pequín inclou més de 1.400 obres, que es basen en la història xinesa, el folklore i, cada cop més, la vida contemporània.
L'òpera tradicional de Pequín va ser denunciada com a "feudalista" i "burgesa" durant la Revolució Cultural (1966-1976) i substituïda sobretot per les òperes revolucionàries fins al final del període. Després de la Revolució Cultural, aquestes transformacions es van desfer en gran part. En els darrers anys, l'òpera de Pequín ha respost a la caiguda del nombre de públic intentant reformes, com ara la millora de la qualitat de l'actuació, l'adaptació de nous elements d'actuació, l'escurçament d'obres i la representació de peces noves i originals.

## Etimologia
"Òpera de Pequín" és el terme occidental per a la forma d'art; el terme va entrar a l'Oxford English Dictionary el 1953. "Òpera de Beijing" és un equivalent més recent.
A la Xina, la forma d'art ha estat coneguda amb molts noms en diferents èpoques i llocs. El nom xinès més antic, Pihuang, era una combinació de les melodies xipi i erhuang. A mesura que va augmentar en popularitat, el seu nom es va convertir en Jingju o Jingxi, que reflecteix el seu inici a la capital. De 1927 a 1949, quan Pequín es coneixia com Beiping, l'òpera de Pequín es coneixia com Pingxi o Pingju per reflectir aquest canvi. Finalment, amb l'establiment de la República Popular de la Xina el 1949, el nom de la capital es va canviar a Pequín, i el nom formal d'aquest teatre a la Xina continental va quedar fixat com a Jingju. El nom taiwanès d'aquest tipus d'òpera, Guoju, o 'drama nacional', reflecteix les disputes sobre la veritable seu del govern xinès.

## Història

### Orígens

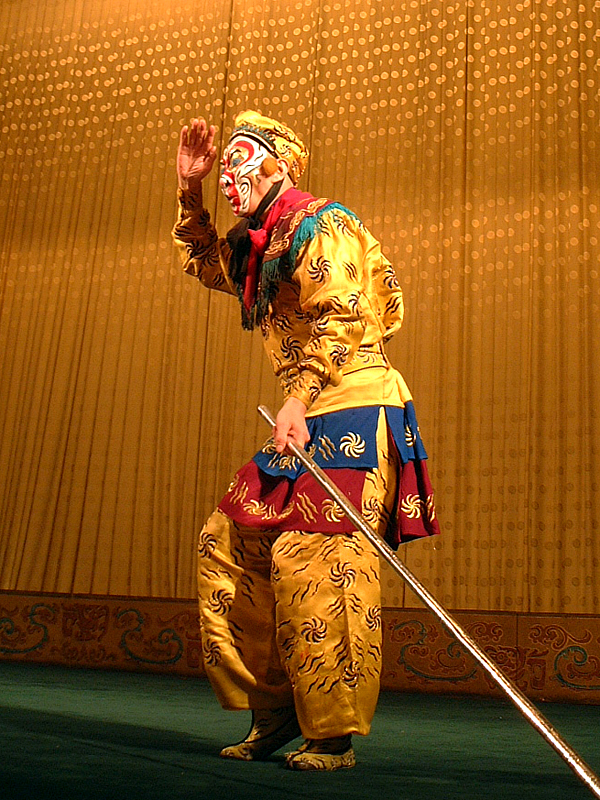
El personatge Sun Wukong a l'òpera de Pequín de Viatge a l'Oest

L'òpera de Pequín va néixer quan els 'Quatre grans grups d'Anhui' van portar l'òpera Hui, o el que ara s'anomena Huiju, el 1790 a Pequín, pel vuitanta aniversari de l'emperador Qianlong el 25 de setembre. Originalment, es va posar en escena per a la cort i no es va posar a disposició del públic fins més tard. El 1828, diversos grups famosos de Hubei van arribar a Pequín i van actuar conjuntament amb les d'Anhui. La combinació va anar formant progressivament les melodies de l'òpera de Pequín. En general, es considera que l'òpera de Pequín es va formar completament el 1845. Encara que s'anomena òpera de Pequín (estil de teatre de Pequín), els seus orígens es troben al sud d'Anhui i a l'est de Hubei, que comparteixen el mateix dialecte del mandarí de Xiajiang (mandarí del baix Yangtze). Les dues melodies principals de l'òpera de Pequín, Xipi i Erhuang, van derivar de l'òpera Han cap al 1750. La melodia de l'òpera de Pequín és molt semblant a la de l'òpera Han, per tant, l'òpera Han és àmpliament coneguda com la Mare de l'òpera de Pequín. Xipi significa literalment 'Skin Puppet Show', fent referència a l'espectacle de titelles que es va originar a la província de Shaanxi. Els espectacles de titelles xinesos sempre impliquen cant. També es duu a terme molt diàleg en una forma arcaica del xinès mandarí, en què els dialectes mandarins Zhongyuan d'Henan i Shaanxi són els més propers. Aquesta forma de mandarí està registrada al llibre Zhongyuan Yinyun. També va absorbir música d'altres òperes i formes d'art musical Zhili locals. Alguns estudiosos creuen que la forma musical Xipi va derivar de l'històric Qinqiang, mentre que moltes convencions de posada en escena, elements d'actuació i principis estètics es van conservar de Kunqu, la forma que la va precedir com a art de la cort.
Així, l'òpera de Pequín no té una forma monolítica, sinó més aviat una coalescència de moltes formes més antigues. Tanmateix, la forma nova també crea les seves pròpies innovacions. Els requisits vocals per a tots els papers principals es van reduir molt. El Chou, en particular, rarament té una part cantada a l'òpera de Pequín, a diferència del paper equivalent a l'estil Kunqu. Les melodies que acompanyen cada obra també es van simplificar, i es toquen amb instruments tradicionals diferents que en les formes anteriors. Potser el més notable és que els veritables elements acrobàtics es van introduir amb l'òpera de Pequín. La forma va créixer en popularitat al llarg del segle xix. Els grups d'Anhui van assolir el seu punt àlgid d'excel·lència a mitjan segle i van ser convidades a actuar a la cort del Regne Celestial de Taiping que s'havia establert durant la Rebel·lió de Taiping. A partir de 1884, l'emperadriu vídua Cixi es va convertir en mecenes habitual de l'òpera de Pequín, consolidant el seu estatus sobre formes anteriors com Kunqu. La popularitat de l'òpera de Pequín s'ha atribuït a la simplicitat de la forma, amb només unes poques veus i patrons de cant. Això permetia a qualsevol persona cantar les àries.

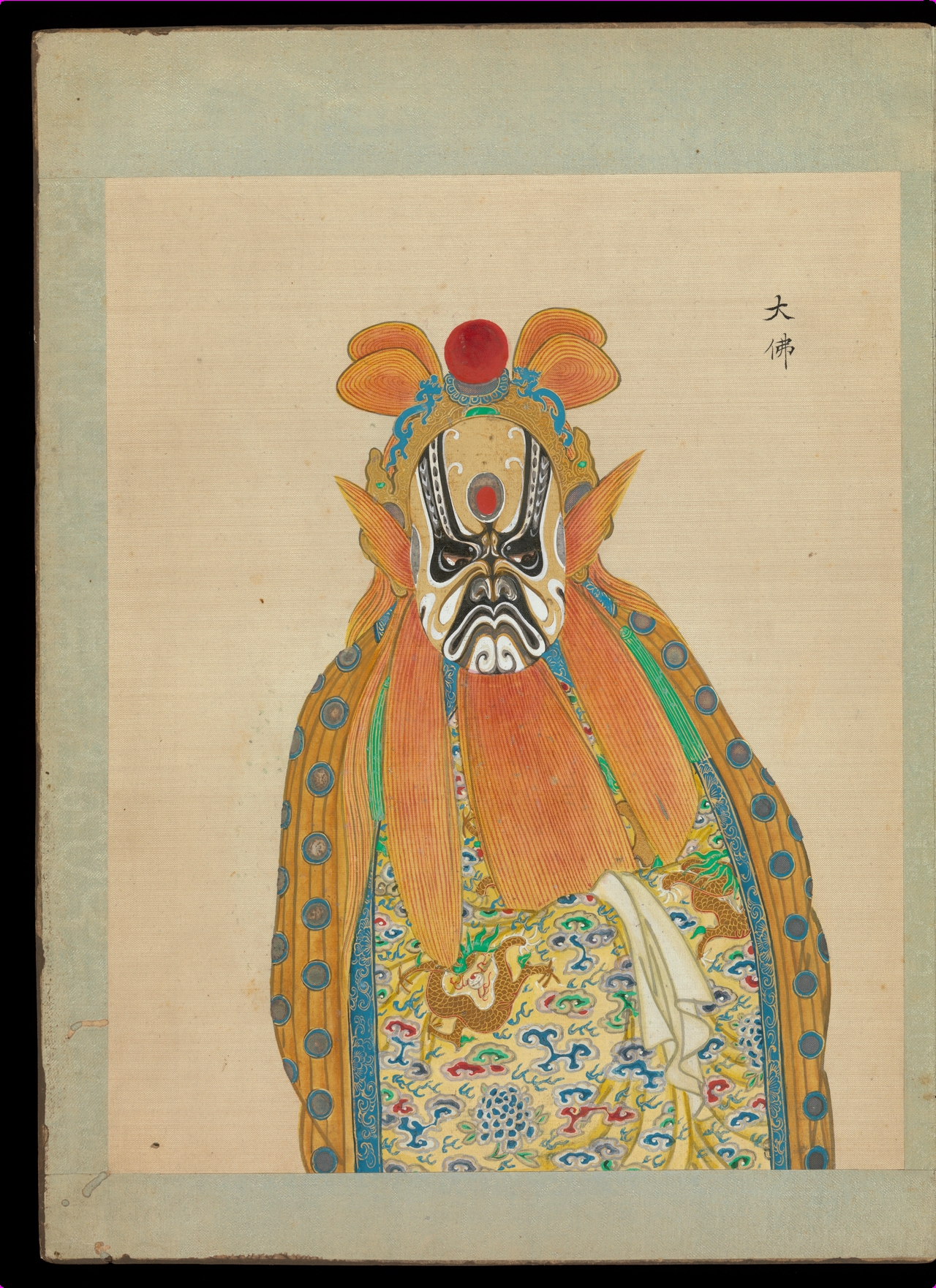
Un dels 100 retrats de personatges de l'òpera de Pequín que es troben al Museu Metropolitan d'Art.

En el seu moment de creixement a finals del segle xix, els àlbums es van utilitzar per mostrar aspectes de la cultura escènica, incloent-hi el maquillatge i el vestuari dels intèrprets.
L'òpera de Pequín va ser inicialment una activitat exclusivament masculina. Es prohibia la presència de les intèrprets femenines i hi havia limitacions importants a les membres del públic femení, de manera que la forma d'art atenia principalment els gustos dels membres del públic masculí. Els emperadors de la dinastia Qing van prohibir repetidament les intèrprets femenines començant per l'emperador Kangxi el 167. L'última prohibició va ser per part de l'emperador Qianlong que va prohibir totes les intèrprets femenines a Pequín el 1772. L'aparició de dones a l'escenari va començar de manera extraoficial durant la dècada de 1870. Les intèrprets femenines van començar a suplantar els papers masculins i van declarar la igualtat amb els homes. Se'ls va donar un lloc quan Li Maoer, ell mateix un antic intèrpret d'òpera de Pequín, va fundar la primera companyia d'òpera de Pequín a Xangai. El 1894, va aparèixer a Xangai el primer local comercial que mostrava grups d'espectacles femenins. Això va animar a formar altres grups femenins, que van augmentar gradualment en popularitat. Com a resultat, l'artista de teatre Yu Zhenting va demanar l'aixecament de la prohibició després de la fundació de la República de la Xina el 1911. Això va ser acceptat i la prohibició es va aixecar el 1912, tot i que la presència del Dan masculí va continuar sent popular després d'aquest període.

### Òpera revolucionària i Taiwan
Després de la guerra civil xinesa, l'òpera de Pequín es va convertir en un punt focal d'identitat per a les dues parts implicades. Quan el Partit Comunista Xinès va arribar al poder a la Xina continental l'any 1949, el govern que s'havia acabat de format es va moure per alinear l'art amb la ideologia comunista i "per fer de l'art i la literatura un component de tota la màquina revolucionària". Amb aquesta finalitat, les obres dramàtiques sense temes comunistes van ser considerades subversives i, finalment, van ser prohibides durant la Revolució Cultural (1966-1976).
L'ús de l'òpera com a eina per transmetre la ideologia comunista va assolir el seu punt culminant en la Revolució Cultural, sota el control de Jiang Qing, esposa de Mao Zedong. Les "òperes model" eren considerades com un dels grans assoliments de la Revolució Cultural, i havien d'expressar l'opinió de Mao que "l'art ha de servir els interessos dels treballadors, camperols i soldats i s'ha d'ajustar a la ideologia proletària".
Entre les vuit obres de teatre model que es van conservar durant aquest temps hi havia cinc òperes de Pequín. Entre aquestes òperes va destacar La llegenda de la llanterna vermella, que va ser aprovada com a concert amb acompanyament de piano basat en un suggeriment de Jiang Qing. Les representacions d'obres més enllà dels vuit models de teatre només es van permetre en una forma molt modificada. Es van canviar els finals de moltes obres tradicionals i es van eliminar els assistents d'escena visibles a l'òpera de Pequín. Després de la fi de la Revolució Cultural, a finals dels anys setanta, es va tornar a representar l'òpera tradicional de Pequín. L'òpera de Pequín i altres formes d'art teatral van ser un tema controvertit tant abans com durant el XII Congrés Nacional del Poble el 1982. Un estudi del Diari del Poble va revelar que més del 80 % dels drames musicals escenificats al país eren obres de teatre tradicionals de l'època precomunista, a diferència dels drames històrics recentment escrits que promouen els valors socialistes. En resposta, els funcionaris del partit comunista van fer reformes per frenar el liberalisme i la influència estrangera en les obres teatrals.
Després de la retirada de la República de la Xina a Taiwan el 1949, l'òpera de Pequín va adquirir allà un estatus especial de "simbolisme polític", en què el govern del Kuomintang va encoratjar la forma d'art per sobre d'altres formes d'actuació en un intent de reivindicar una posició com a únic representant de la cultura xinesa. Això passava sovint a costa de l'òpera tradicional taiwanesa. A causa del seu estatus com a forma d'art de prestigi amb una llarga història, l'òpera de Pequín s'ha estudiat més i ha rebut més suport econòmic que altres formes de teatre a Taiwan. Tanmateix, també hi ha hagut un moviment competitiu per defensar l'òpera nativa i diferenciar d'aquesta manera Taiwan del continent. El setembre de 1990, quan el govern del Kuomintang va participar per primera vegada en un esdeveniment cultural continental patrocinat per l'estat, es va enviar un grup d'òpera taiwanesa, possiblement per emfatitzar la "taiwanesa".

### Òpera moderna de Pequín

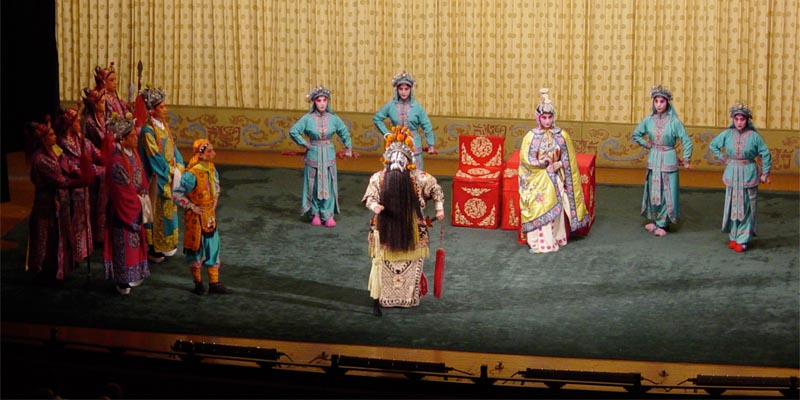
El rei Hegemon s'acomiada de la seva concubina, una peça de l'òpera clàssica de Pequín. La dona, la consort Yu, estimava profundament el rei Xiang Yu (el mig de l'escenari), i quan va fracassar en una guerra, es va suïcidar per ell.

Durant la segona meitat del segle xx, l'òpera de Pequín va experimentar un descens constant del nombre d'audiències. Això s'ha atribuït tant a una disminució de la qualitat de l'actuació com a la incapacitat de la forma d'òpera tradicional per capturar la vida moderna. A més, el llenguatge arcaic de l'òpera de Pequín requeria que les produccions utilitzessin subtítols electrònics, fet que va dificultar el desenvolupament de la forma. La influència de la cultura occidental també ha deixat les generacions més joves impacients amb el ritme lent de l'òpera de Pequín. Com a resposta, l'òpera de Pequín va començar a veure's reformada a partir dels anys vuitanta. Aquestes reformes han pres la forma de crear una escola de teoria de la interpretació per augmentar la seva qualitat, emprant elements moderns per atraure nous públics i representar noves obres fora del cànon tradicional. Tanmateix, aquestes reformes s'han vist obstaculitzades tant per la manca de finançament com per un clima polític advers que dificulta la representació de noves obres.
A més de mesures de reforma més formals, les companyies d'òpera de Pequín durant la dècada de 1980 també van adoptar altres canvis. Inclouen l'ús de llargues seqüències de to agut per part de la dona Dan, i l'addició de seccions de moviment i seqüències de percussió més llargues a les obres tradicionals. Aquests canvis generalment han estat menyspreats pels intèrprets de l'òpera de Pequín, que els veuen com un estratagema per aconseguir l'atractiu immediat del públic. Les obres de teatre amb seqüències repetitives també s'han escurçat per mantenir l'interès del públic. Les noves obres, naturalment, han experimentat una major llibertat per experimentar. S'han adoptat tècniques regionals, populars i estrangeres, com ara maquillatge i barbes d'estil occidental i nous dissenys de pintura facial per als personatges Jing. L'esperit de reforma va continuar durant la dècada de 1990. Per sobreviure en un mercat cada cop més obert, companyies com la Companyia de l'Òpera de Pequín de Xangai necessitaven apropar l'òpera tradicional de Pequín a nous públics. Per fer-ho, han ofert cada cop més actuacions gratuïtes en espais públics.
També hi ha hagut una sensació general d'un canvi en l'atribució creativa de les obres de l'òpera de Pequín. L'intèrpret ha tingut tradicionalment un paper important en el guió i la posada en escena de les obres de l'òpera de Pequín. Tanmateix, potser seguint l'exemple d'Occident, l'òpera de Pequín en les últimes dècades ha canviat cap a un model més centrat en el director i el dramaturg. Els intèrprets s'han esforçat per innovar en el seu treball mentre atenen la crida de reforma d'aquest nou nivell superior de productors d'òpera de Pequín.
El canal CCTV-11 de la Xina continental difon produccions d'òpera xinesa clàssica amb l'òpera de Pequín també.

### Internacionalització
A més de la seva presència a la Xina continental, l'òpera de Pequín s'ha estès a altres llocs. Es pot trobar a Hong Kong, Taiwan i comunitats xineses d'ultramar en altres llocs.
Mei Lanfang, un dels intèrprets de Dan més famosos que hi ha hagut mai, també va ser un dels més grans divulgadors de l'òpera de Pequín a l'estranger. Durant la dècada de 1920, va representar l'òpera de Pequín al Japó. Això va inspirar una gira nord-americana el febrer de 1930. Tot i que alguns, com l'actor Otis Skinner, creien que l'òpera de Pequín mai podria tenir èxit als Estats Units, la bona acollida de Mei i la seva tropa a la ciutat de Nova York va desmentir aquesta noció. Les actuacions es van haver de traslladar del teatre 49th Street al National Theatre, més gran, i la durada de la gira es va estendre de dues a cinc setmanes. Mei va viatjar pels Estats Units, rebent títols honorífics de la Universitat de Califòrnia i el Pomona College. Va seguir aquesta gira amb una gira a la Unió Soviètica el 1935.
El departament de teatre de la Universitat de Hawaii a Mānoa ha estat la llar del Jingju en anglès durant més de vint-i-cinc anys. L'escola ofereix teatre asiàtic i té actuacions regulars Jingju, com Lady Mu i els generals de la família Yang el 2014.